# Erich Topf
Erich Günther Topf (* 28. September 1904 in Magdeburg; † 6. November 1983 in Braunschweig) war ein deutscher Jurist. Er war in der Zeit des Nationalsozialismus im Justizdienst tätig. Ab 1952 war Topf in seiner Funktion als Oberstaatsanwalt u. a. für die Sonderabteilung Politische Strafsachen am Landgericht Celle tätig.

## Laufbahn
Nach dem Studium der Rechtswissenschaft an den Universitäten Berlin und Göttingen wurde er in den 1920er Jahren zum Dr. jur. promoviert. Von 1930 bis 1935 war er Gerichtsassessor bei den Staatsanwaltschaften in Erfurt, Torgau, Magdeburg, Naumburg, Halle, Kiel und Königsberg (Preußen) sowie bis 1939 bei der Staatsanwaltschaft in Kiel. Topf trat 1938 der NSDAP bei und war seit Mitte der 1930er Jahre Mitglied des Reichsbundes Deutscher Beamter, der NSV und des Reichsluftschutzbundes. Von 1936 bis 1939 war er zunächst Sturmmann und dann Rottenführer der SA. 
Nach Kriegsende wurde er 1947 im Entnazifizierungsverfahren in die Gruppe V als entlastet eingereiht. 1947 folgte seine Ernennung als Staatsanwalt in Kiel auf Widerruf und ab April 1948 war er Erster Staatsanwalt in Kiel. Ab 1. März 1949 war er Oberstaatsanwalt in Braunschweig trotz zunächst ablehnender Haltung des Zonal Office of the Legal Adviser in Herford und des Regional Commissioner des Landes Niedersachsen. Nachdem sich jedoch der Generalstaatsanwalt in Kiel beim Zentral-Justizamt für Topfs Wiedereinstellung eingesetzt hatte, er zudem Fürsprache aus dem Justizministerium von Schleswig-Holstein erhielt und er beim Zentral-Justizamt in Hamburg vorgesprochen und dort erklärt hatte, dass die Parteimitgliedschaft rein nominell gewesen sei, wurde Topf am 16. Februar 1949 schließlich doch als Oberstaatsanwalt in Braunschweig eingesetzt.
Am 1. Mai 1952 wurde Erich Günther Topf als Oberstaatsanwalt in Lüneburg eingesetzt. In Lüneburg unterstand Erich Topf in seiner Funktion als Oberstaatsanwalt u. a. das Sonderdezernat „Politische Strafsachen“, das sich in den 1950er und 1960er Jahren „an die Spitze der justizförmigen Kommunistenverfolgung“ (Helmut Kramer) in Westdeutschland setzte.

## Dienstrechtliche Ermittlungen
Als im November 1950 Zweifel an den von Topf in Bezug auf seine Parteimitgliedschaft und seiner Tätigkeit zur Zeit des Nationalsozialismus gemachten Angaben aufkamen, leitete sein Vorgesetzter, der amtierende Generalstaatsanwalt in Braunschweig, Fritz Bauer, dienstrechtliche Vorermittlungen ein. Nach nur wenigen Monaten beklagte Bauer gegenüber dem Niedersächsischen Justizministerium, dass für die Ermittlungen dringend benötigte Akten nicht eingesehen werden konnten. Die Einsicht in wichtige polizeiliche Akten aus dem Zuständigkeitsbereich des Polizeipräsidenten von Kiel war dem Braunschweiger Generalstaatsanwalt verweigert worden, da die polizeilichen Vorgänge ausschließlich für den innerdienstlichen Gebrauch bestimmt seien und das Schleswig-Holsteinische Innenministerium die Überlassung derartiger Akten an Justizbehörden untersagt habe.
Im November 1951 gab Bauer die dienstrechtlichen Ermittlungen gegen Topf nach dessen Versetzung an die nun zuständigen Stellen in Lüneburg ab und bat um eine weitere Untersuchung der Frage von Topfs Zugehörigkeit zur NSDAP und seiner Tätigkeit als Staatsanwalt oder Richter im Rahmen der nationalsozialistischen Militärgerichtsbarkeit im Krieg. Im April 1952 wurde das Verfahren durch den zuständigen ermittelnden Oberstaatsanwalt in Stade und den Generalstaatsanwalt in Celle eingestellt.